# Gnetum latifolium
Gnetum latifolium är en kärlväxtart som beskrevs av Carl Ludwig von Blume. Gnetum latifolium ingår i släktet Gnetum och familjen Gnetaceae.

## Underarter
Arten delas in i följande underarter:
- G. l. funiculare
- G. l. latifolium
- G. l. laxifrutescens
- G. l. longipes
- G. l. macropodum
- G. l. minus

## Bildgalleri

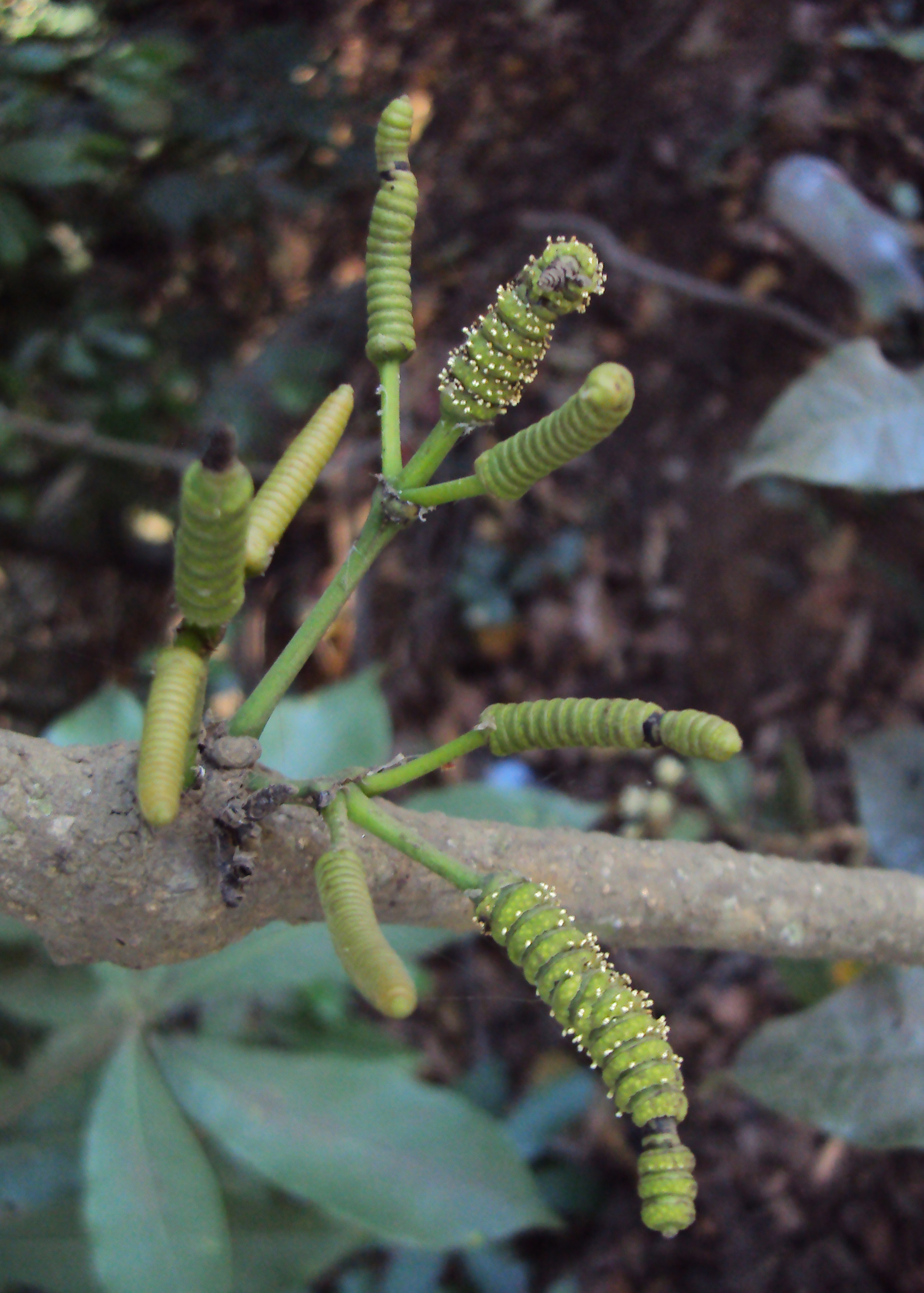
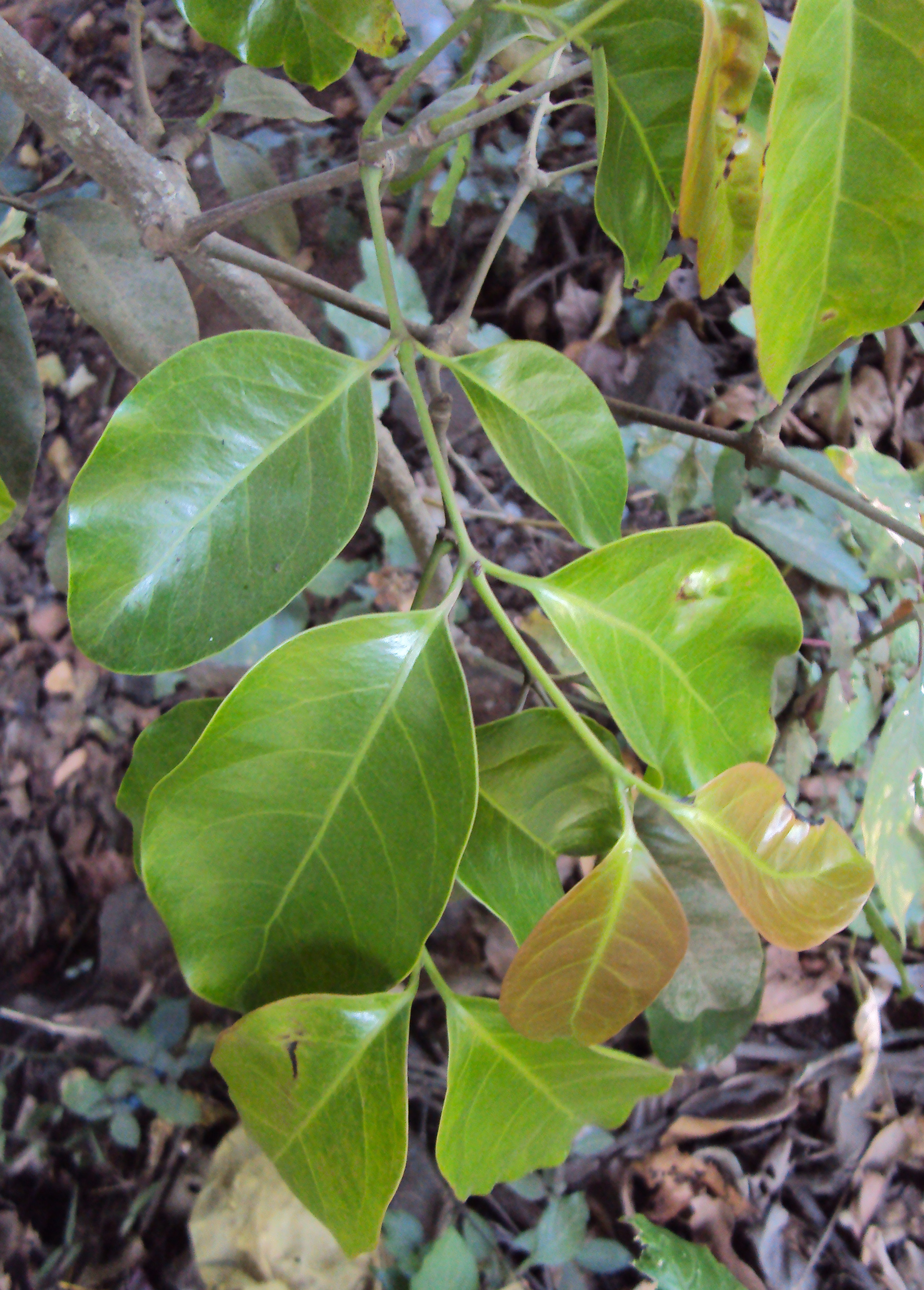